# کلیسای جامع لستر
کلیسای جامع لستر (انگلیسی: Leicester Cathedral) یک کلیسای جامع در شهر لستر، انگلستان است.
این کلیسا که در سال ۱۰۸۶ میلادی بنیان‌گذاری شده دارای یک مناره به ارتفاع ۶۷٫۱ متر می‌باشد.

## نگارخانه

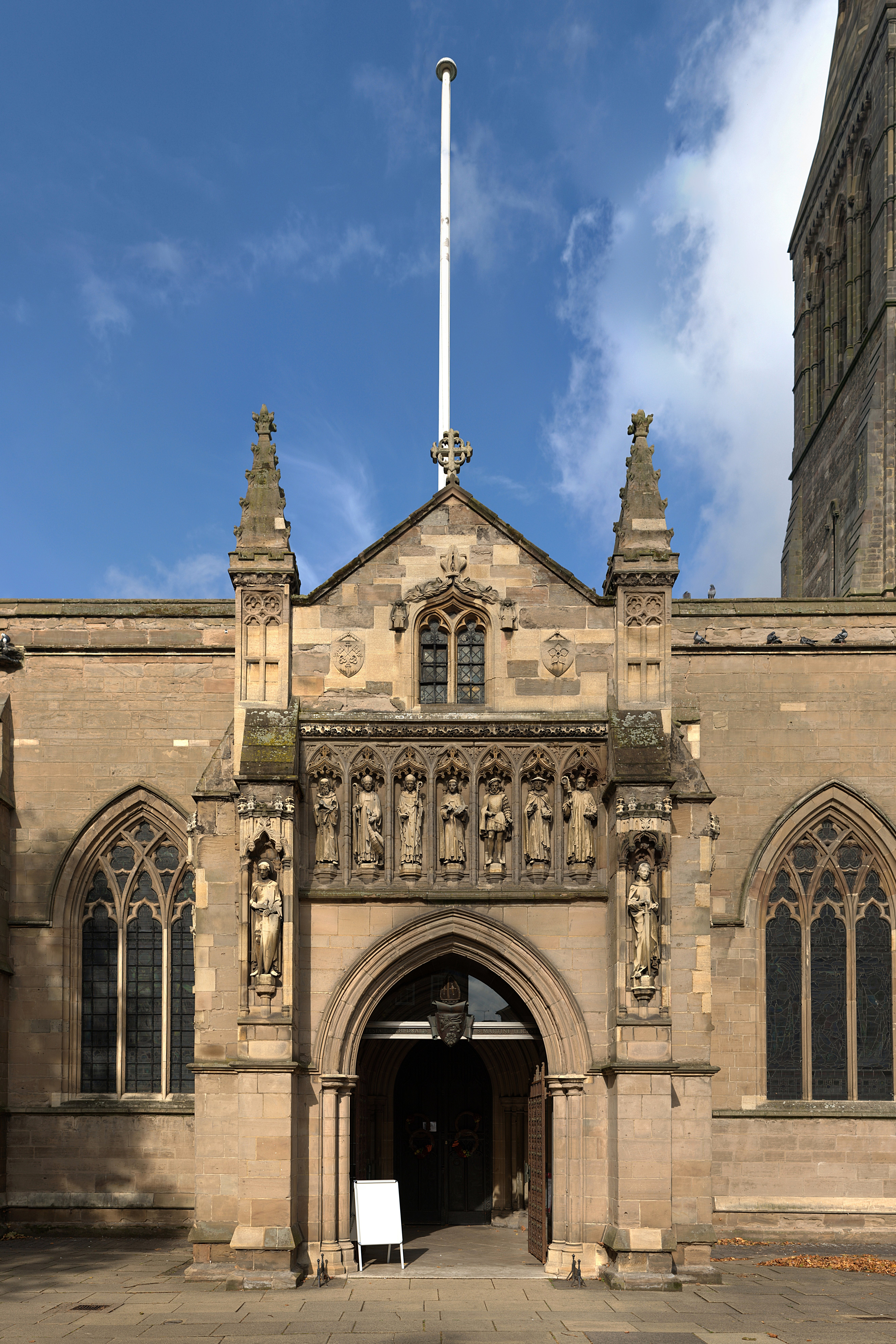
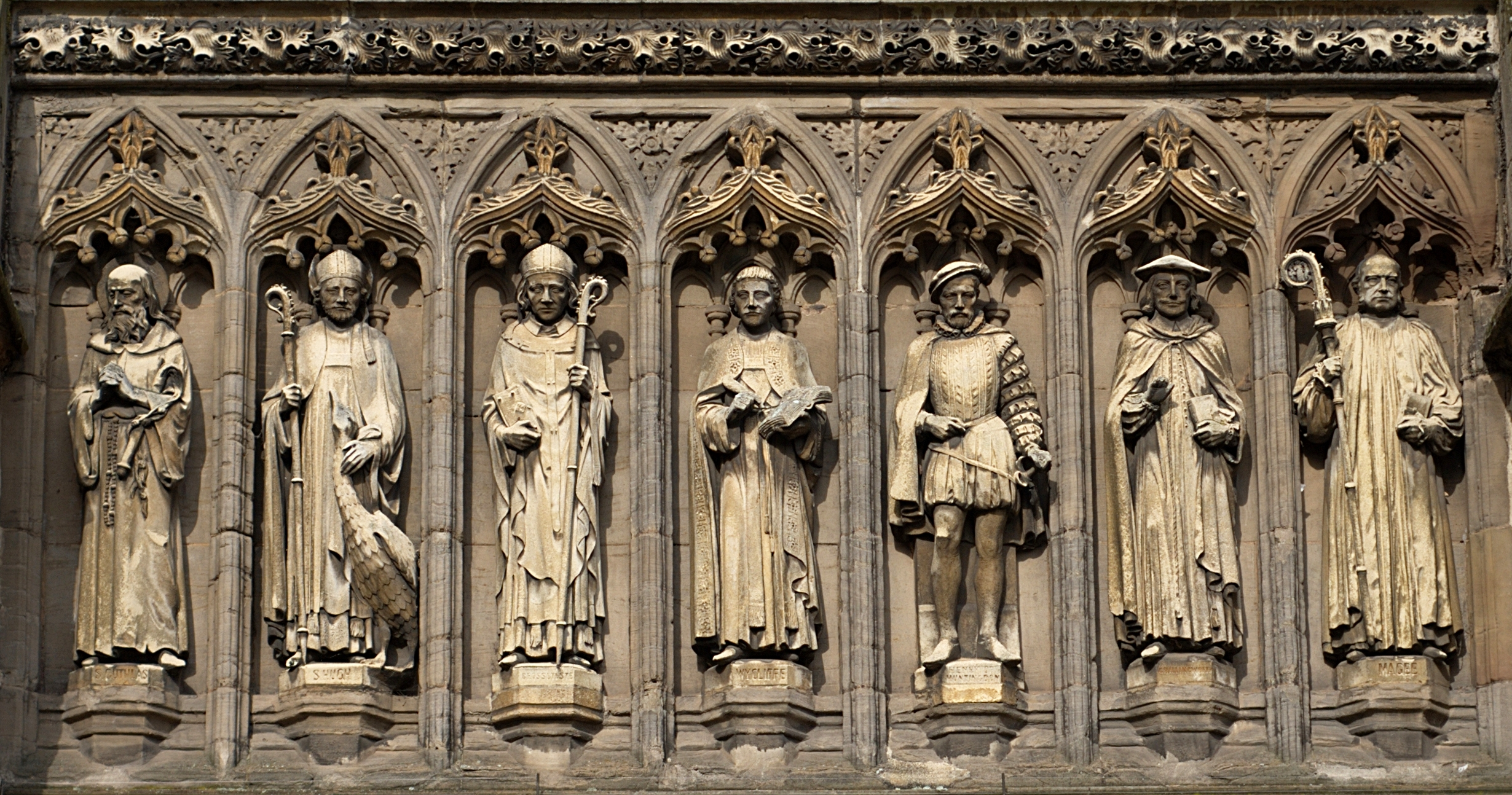
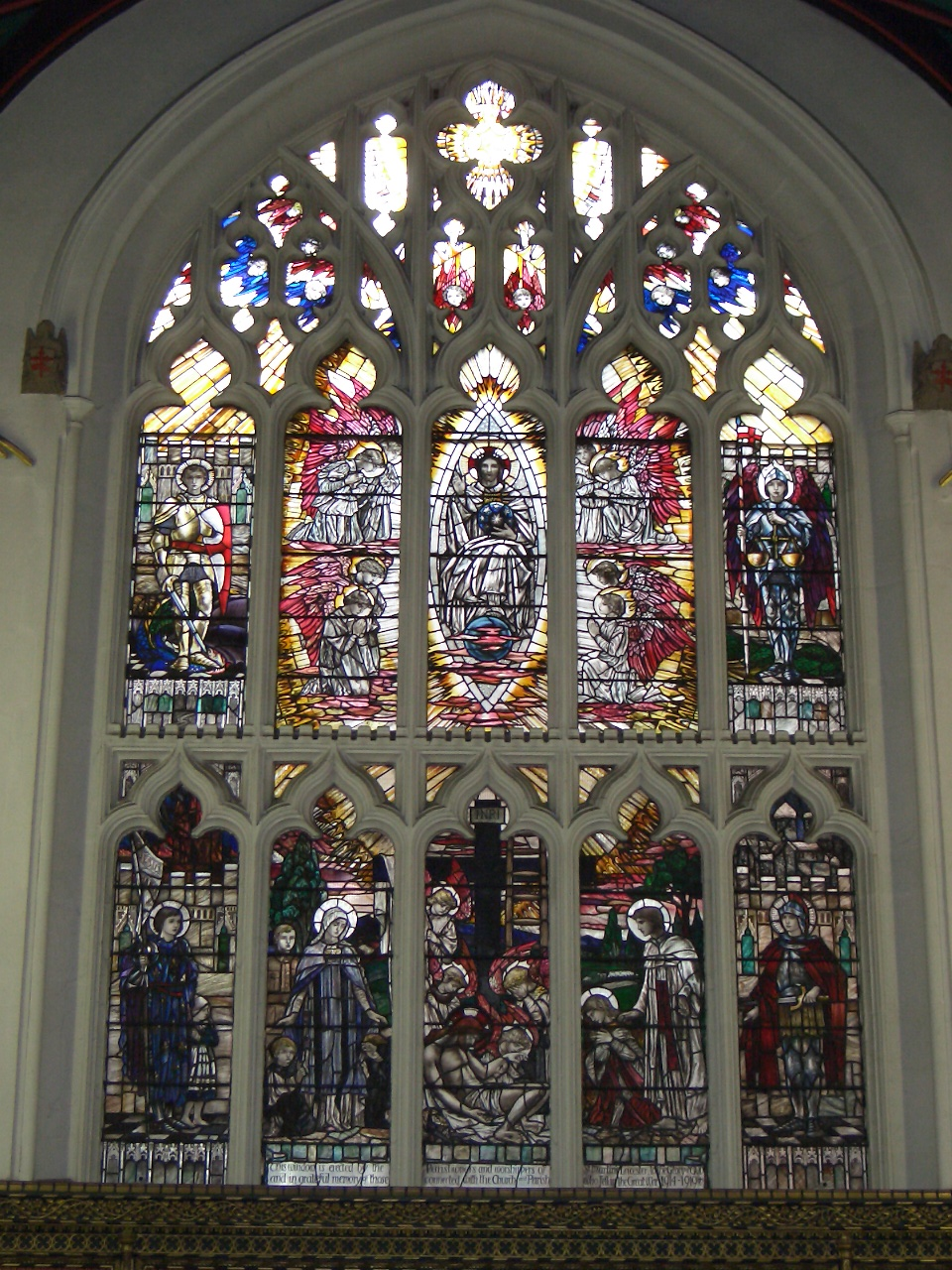
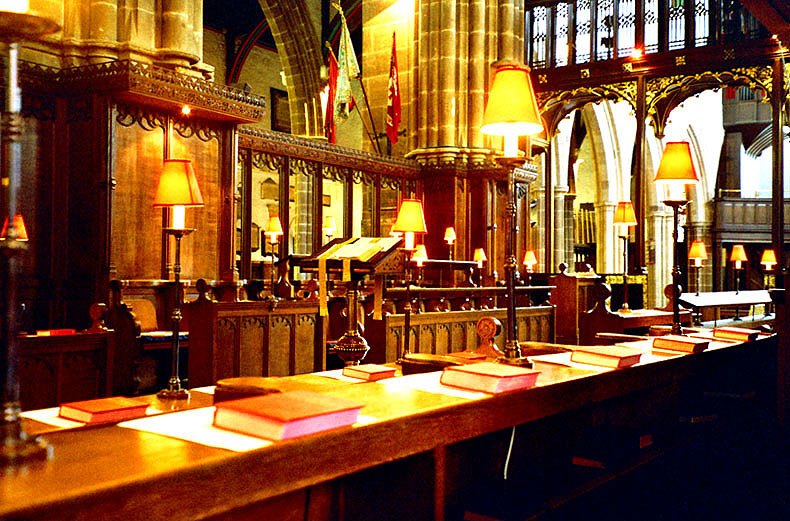
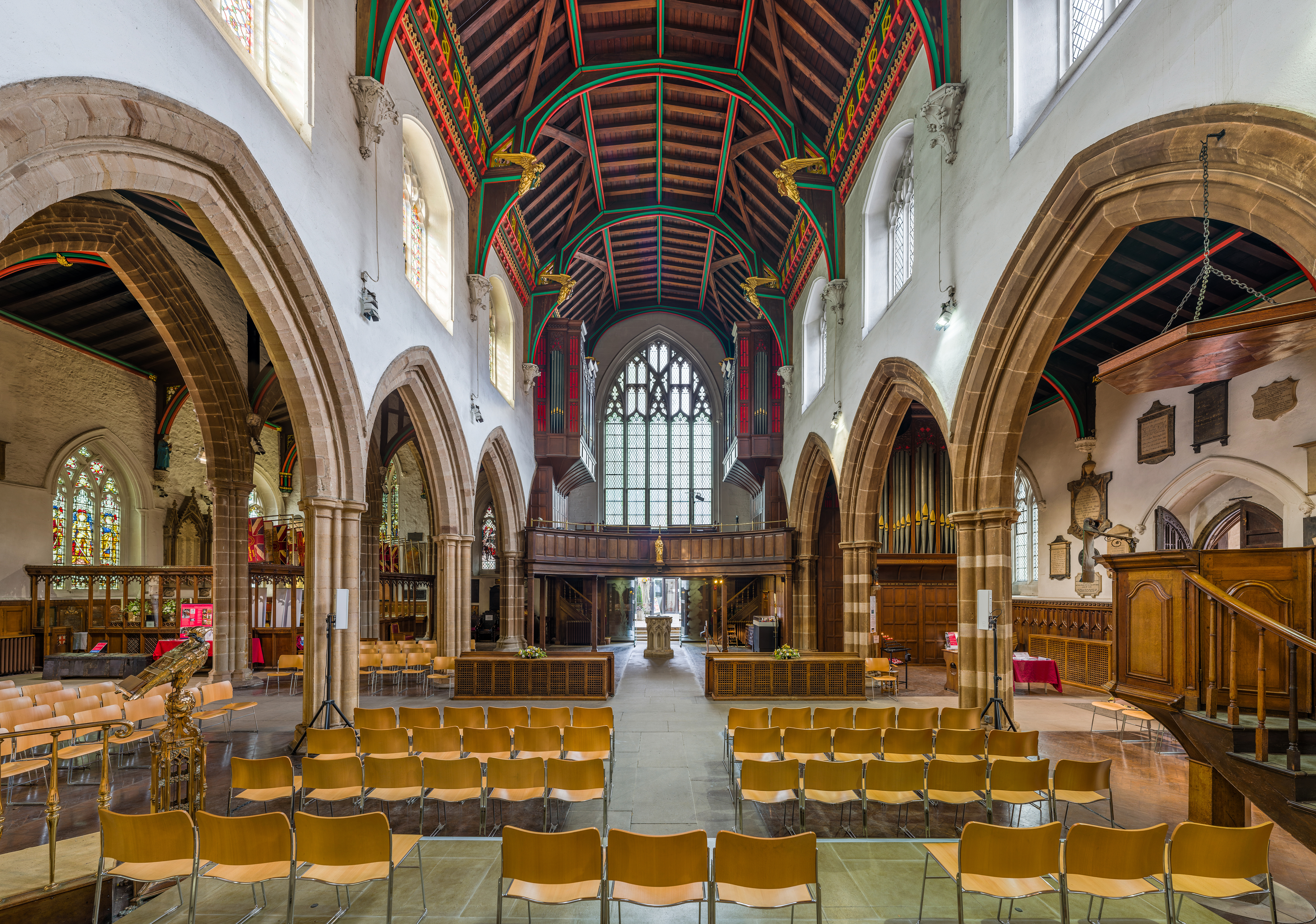